# Federico Colbertaldo
Federico Colbertaldo (Valdobbiadene (Treviso), 17 oktober 1988) is een Italiaanse zwemmer. Hij vertegenwoordigde zijn vaderland op de Olympische Zomerspelen 2008 in Peking.

## Carrière
Bij zijn internationale debuut, op de Europese kampioenschappen zwemmen 2006 in Boedapest, eindigde Colbertaldo als vierde op de 1500 meter vrije slag en als zevende op de 400 meter vrije slag. Op de Europese kampioenschappen kortebaanzwemmen 2006 in Helsinki eindigde de Italiaan als zevende op zowel de 400 als de 1500 meter vrije slag, op de 200 meter vrije slag strandde hij in de series. 
Tijdens de wereldkampioenschappen zwemmen 2007 in Melbourne sleepte Colbertaldo de bronzen medaille in de wacht op de 800 meter vrije slag, daarnaast eindigde hij als vijfde op zowel de 400 als de 1500 meter vrije slag. Op de Europese kampioenschappen kortebaanzwemmen 2007 in Debrecen veroverde de Italiaan de bronzen medaille op de 1500 meter vrije slag en eindigde hij als vierde op de 400 meter vrije slag.
Op de Europese kampioenschappen zwemmen 2008 in Eindhoven eindigde Colbertaldo als zesde op de 1500 meter vrije slag en als zevende op de 800 meter vrije slag, op de 400 meter vrije slag strandde hij in de series. Tijdens de Olympische Zomerspelen van 2008 in Peking werd de Italiaan uitgeschakeld in de series van zowel de 400 als de 1500 meter vrije slag. Op de Europese kampioenschappen kortebaanzwemmen 2008 in Rijeka veroverde Colbertaldo de Europese titel op de 1500 meter vrije slag, daarnaast eindigde hij als vierde op de 400 meter vrije slag.
In Rome nam de Italiaan deel aan de wereldkampioenschappen zwemmen 2009, op dit toernooi eindigde hij als vierde op zowel de 800 als de 1500 meter vrije slag. Tijdens de Europese kampioenschappen kortebaanzwemmen 2009 in Istanboel legde Colbertaldo beslag op de zilveren medaille op de 1500 meter vrije slag en eindigde hij als vijfde op de 400 meter vrije slag.
Op de Europese kampioenschappen zwemmen 2010 in Boedapest eindigde de Italiaan als vierde op de 1500 meter vrije slag en als zesde op de 800 meter vrije slag. In Eindhoven nam Colbertaldo deel aan de Europese kampioenschappen kortebaanzwemmen 2010, op dit toernooi sleepte hij de gouden medaille op de 1500 meter vrije slag en de zilveren medaille op 400 meter vrije slag in de wacht. Tijdens de wereldkampioenschappen kortebaanzwemmen 2010 in Dubai eindigde de Italiaan als vierde op de 1500 meter vrije slag, op de 400 meter vrije slag strandde hij in de series.
Op de wereldkampioenschappen zwemmen 2011 in Shanghai werd Colbertaldo uitgeschakeld in de series van de 800 meter vrije slag.

## Internationale toernooien
| Jaar | Olympische Spelen                        | WK langebaan                                               | WK kortebaan                           | EK langebaan                                              | EK kortebaan                                               |
| ---- | ---------------------------------------- | ---------------------------------------------------------- | -------------------------------------- | --------------------------------------------------------- | ---------------------------------------------------------- |
| 2006 |                                          |                                                            | geen deelname                          | 7e 400m vrije slag 4e 1500m vrije slag                    | 20e 200m vrije slag 7e 400m vrije slag 7e 1500m vrije slag |
| 2007 |                                          | 5e 400m vrije slag · 800m vrije slag · 5e 1500m vrije slag |                                        |                                                           | 4e 400m vrije slag · 1500m vrije slag                      |
| 2008 | 11e 400m vrije slag 10e 1500m vrije slag |                                                            | geen deelname                          | 9e 400m vrije slag 7e 800m vrije slag 6e 1500m vrije slag | 4e 400m vrije slag · 1500m vrije slag                      |
| 2009 |                                          | 4e 800m vrije slag 4e 1500m vrije slag                     |                                        |                                                           | 5e 400m vrije slag · 1500m vrije slag                      |
| 2010 |                                          |                                                            | 9e 400m vrije slag 4e 1500m vrije slag | 6e 800m vrije slag 4e 1500m vrije slag                    | 400m vrije slag · 1500m vrije slag                         |
| 2011 |                                          | 17e 800m vrije slag                                        |                                        |                                                           | geen deelname                                              |

## Persoonlijke records
Bijgewerkt tot en met 19 december 2009

### Kortebaan
| Afstand          | Tijd     | Datum            | Plaats     |
| ---------------- | -------- | ---------------- | ---------- |
| 400m vrije slag  | 3.38,11  | 10 december 2009 | Istanboel  |
| 800m vrije slag  | 7.31,18  | 19 december 2009 | Manchester |
| 1500m vrije slag | 14.24,21 | 13 december 2008 | Rijeka     |

### Langebaan
| Afstand          | Tijd     | Datum           | Plaats |
| ---------------- | -------- | --------------- | ------ |
| 400m vrije slag  | 3.45,20  | 6 juni 2008     | Rome   |
| 800m vrije slag  | 7.43,84  | 29 juli 2009    | Rome   |
| 1500m vrije slag | 14.48,28 | 2 augustus 2009 | Rome   |